# Kim Jin
Kim Jin (김진?; 22 gennaio 1961) è un ex cestista e allenatore di pallacanestro sudcoreano.

## Carriera
Con la Corea del Sud ha disputato i Campionati mondiali del 1990.